# Honda Avancier (кроссовер)
Honda Avancier (кит.: 冠道; пиньинь: Guàndào) — среднеразмерный кроссовер, выпускаемый с 2016 года компаниями GAC Group и Honda.

## Описание
Honda Avancier впервые был представлен в 2015 году на автосалоне в Шанхае. Первый прототип появился в апреле 2016 года на выставке Auto China, а в сентябре 2016 года — на автосалоне в Чэнду. Продажи автомобиля начались в октябре 2016 года. В иерархии автомобиль позиционируется выше Honda CR-V и продаётся как флагманский кроссовер Honda в Китае. В марте 2020 года автомобиль прошёл рестайлинг.
Avancier оснащается 1,5-литровым двигателем L15B7 мощностью 193 л. с. и крутящим моментом 240 Н⋅м или же 2,0-литровым двигателем K20C3 мощностью 268 л. с. и крутящим моментом 370 Н⋅м. Каждый двигатель сочетается в паре с девятиступенчатой автоматической трансмиссией ZF 9HP.

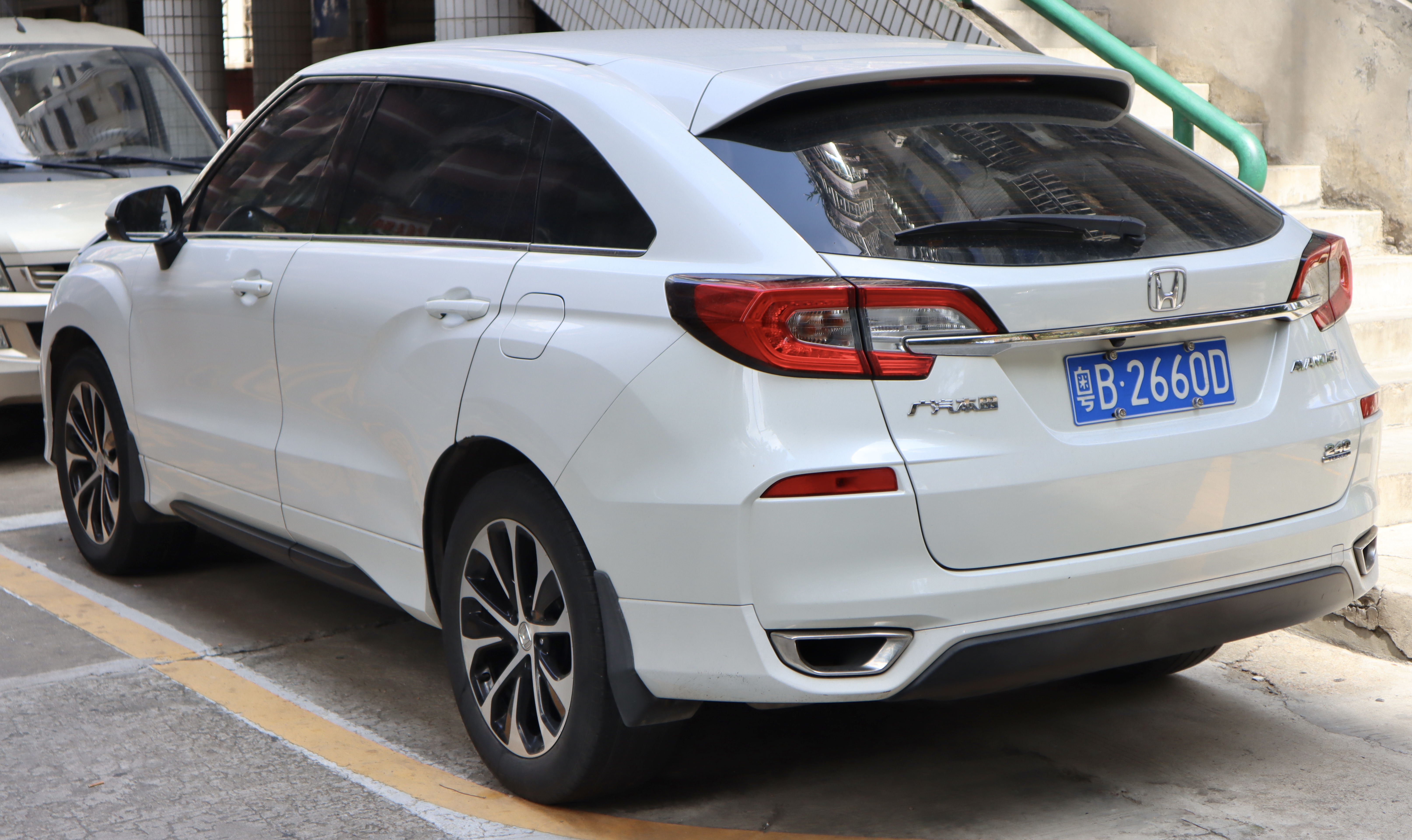
Avancier 240 Turbo
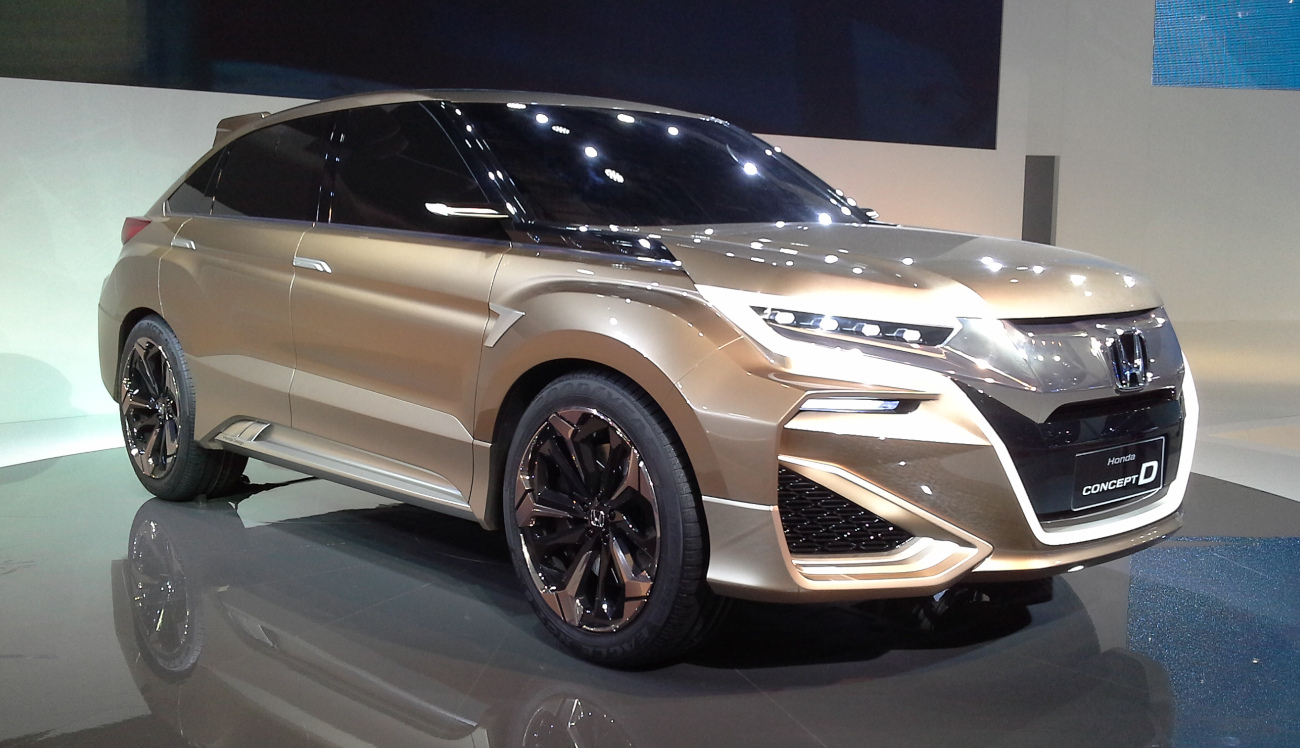
Honda Concept D
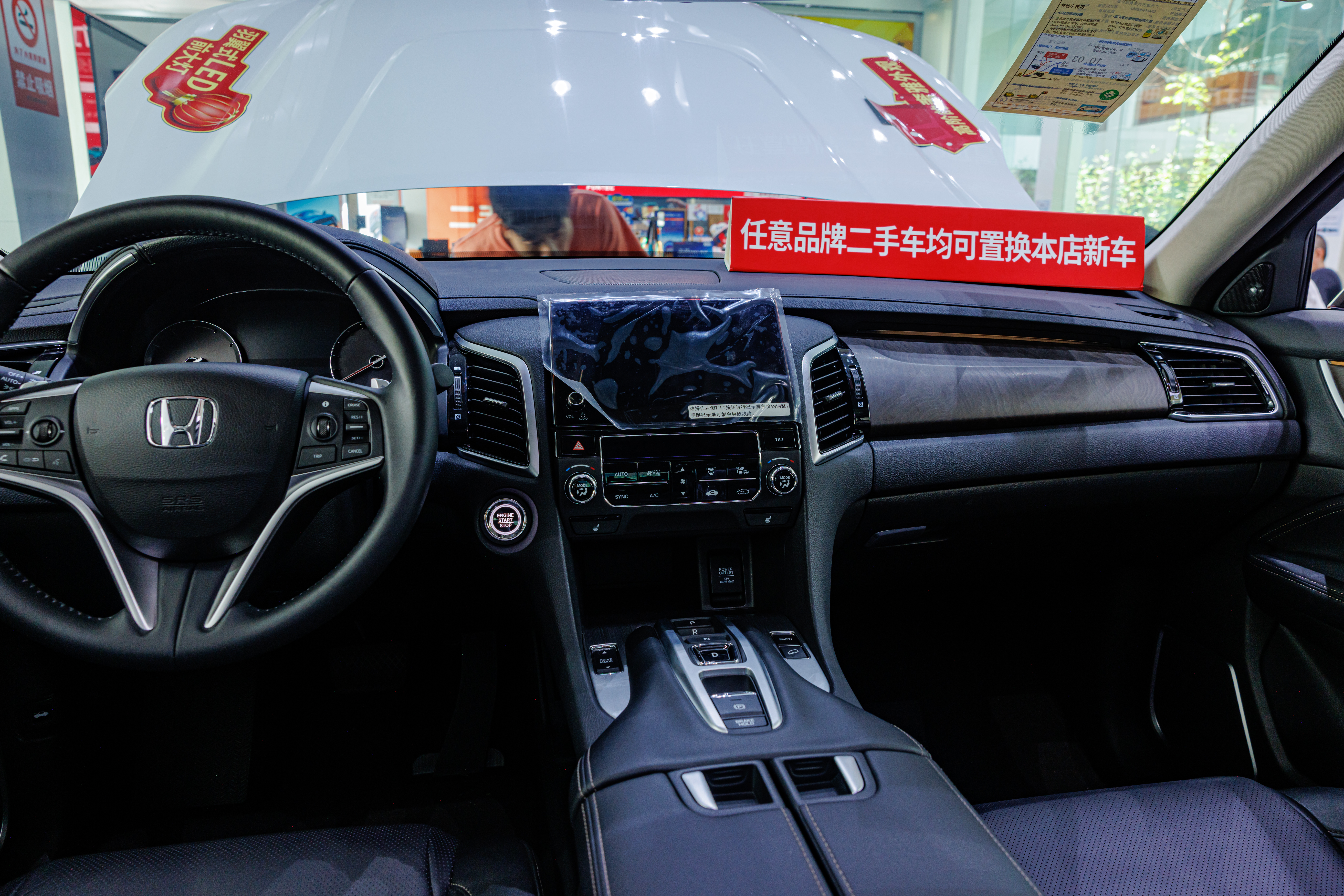
Интерьер
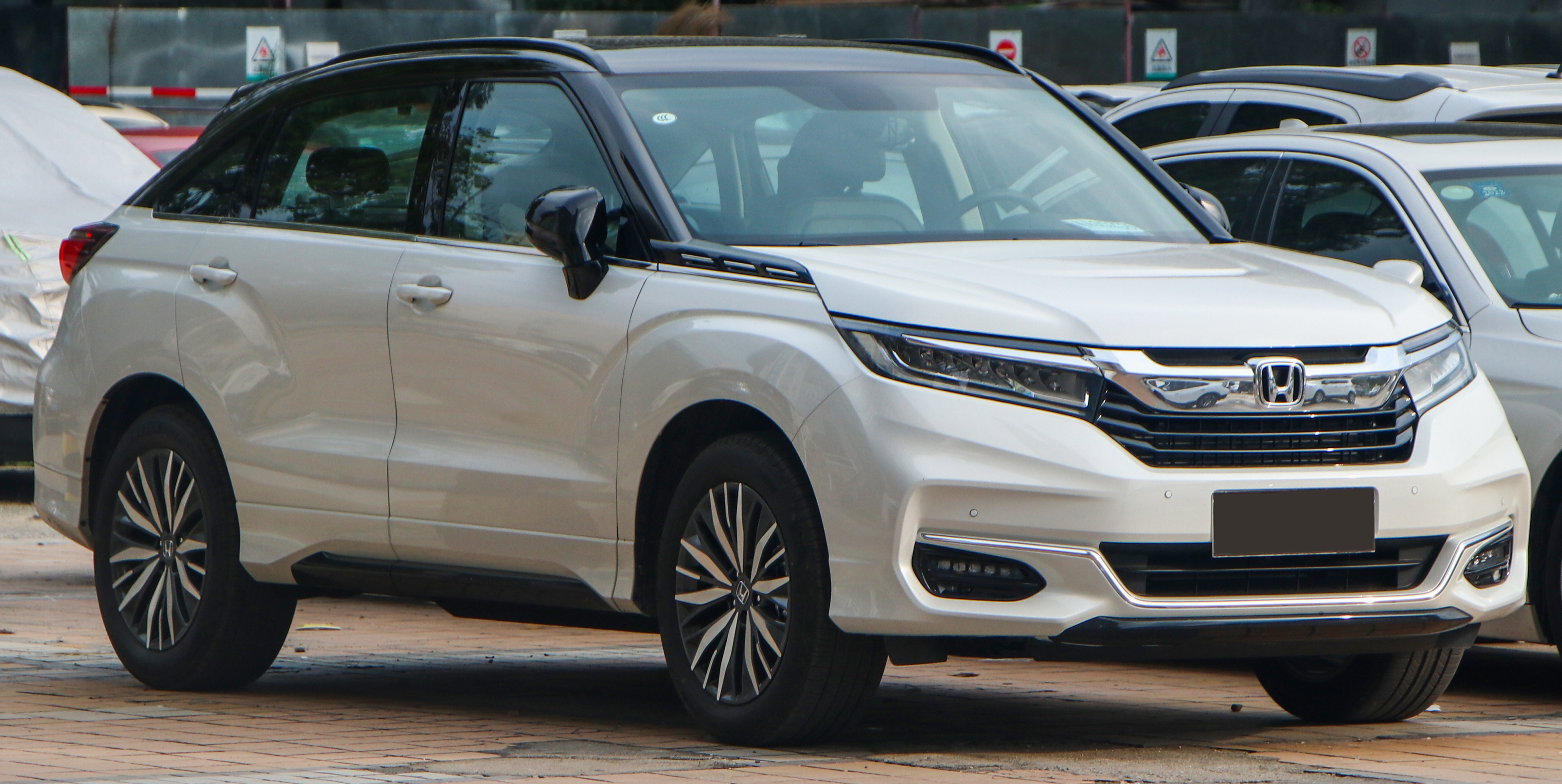
Фейслифтинг передней части
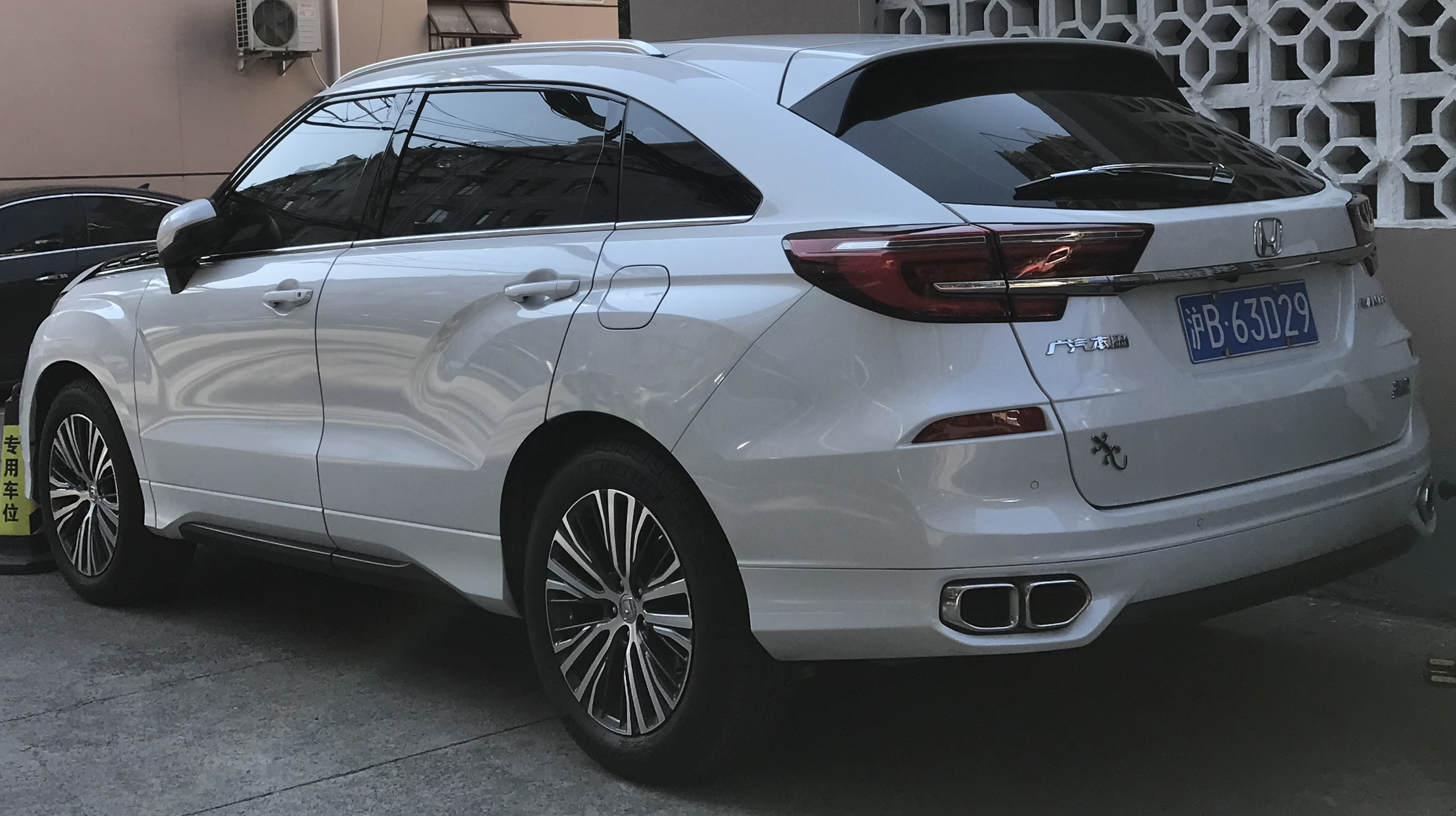
Фейслифтинг задней части

## UR-V
Honda UR-V является локализованной версией Honda Avancier производства Dongfeng Honda. Продаётся с марта 2017 года с рестайлингом в 2020 и 2023 годах.

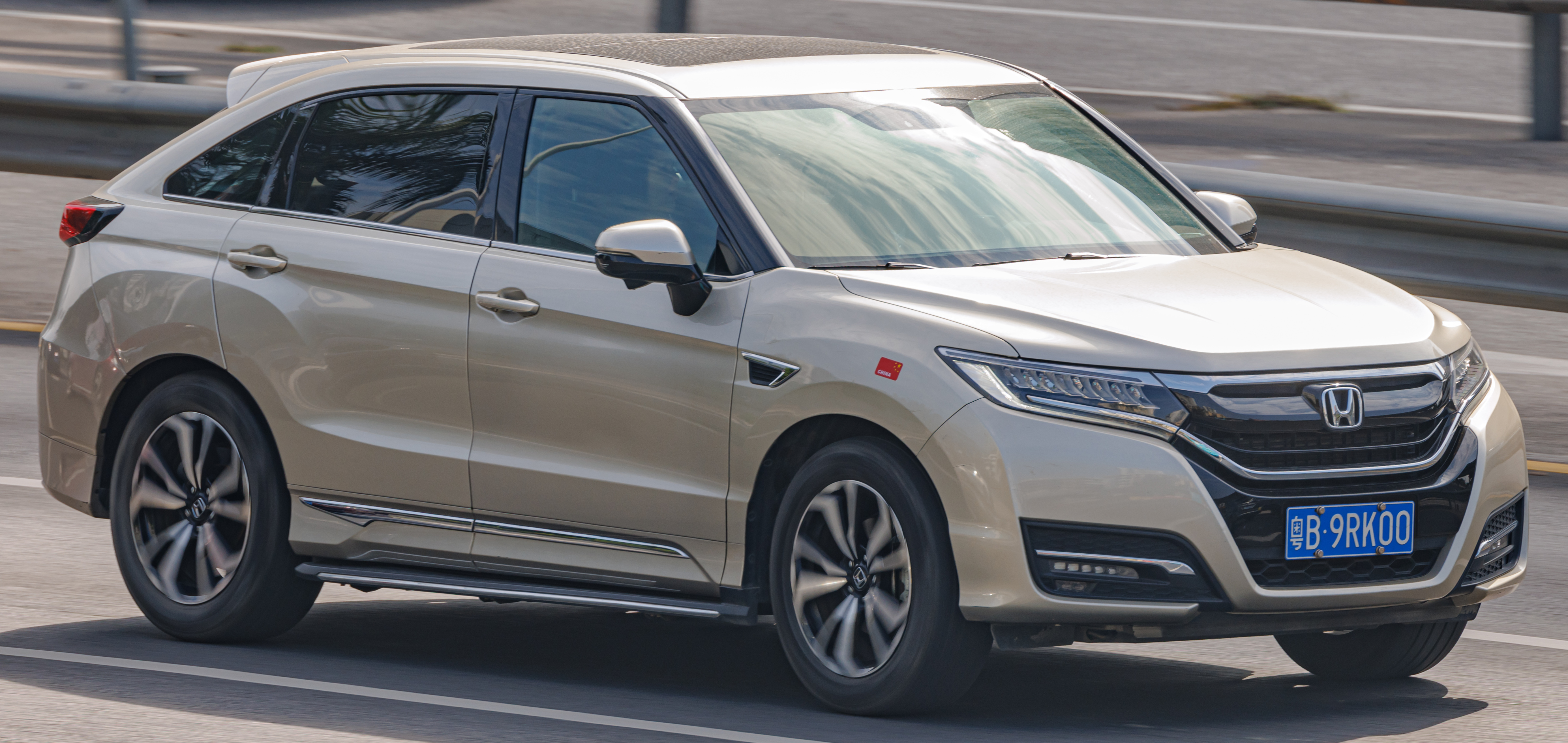
Вид спереди
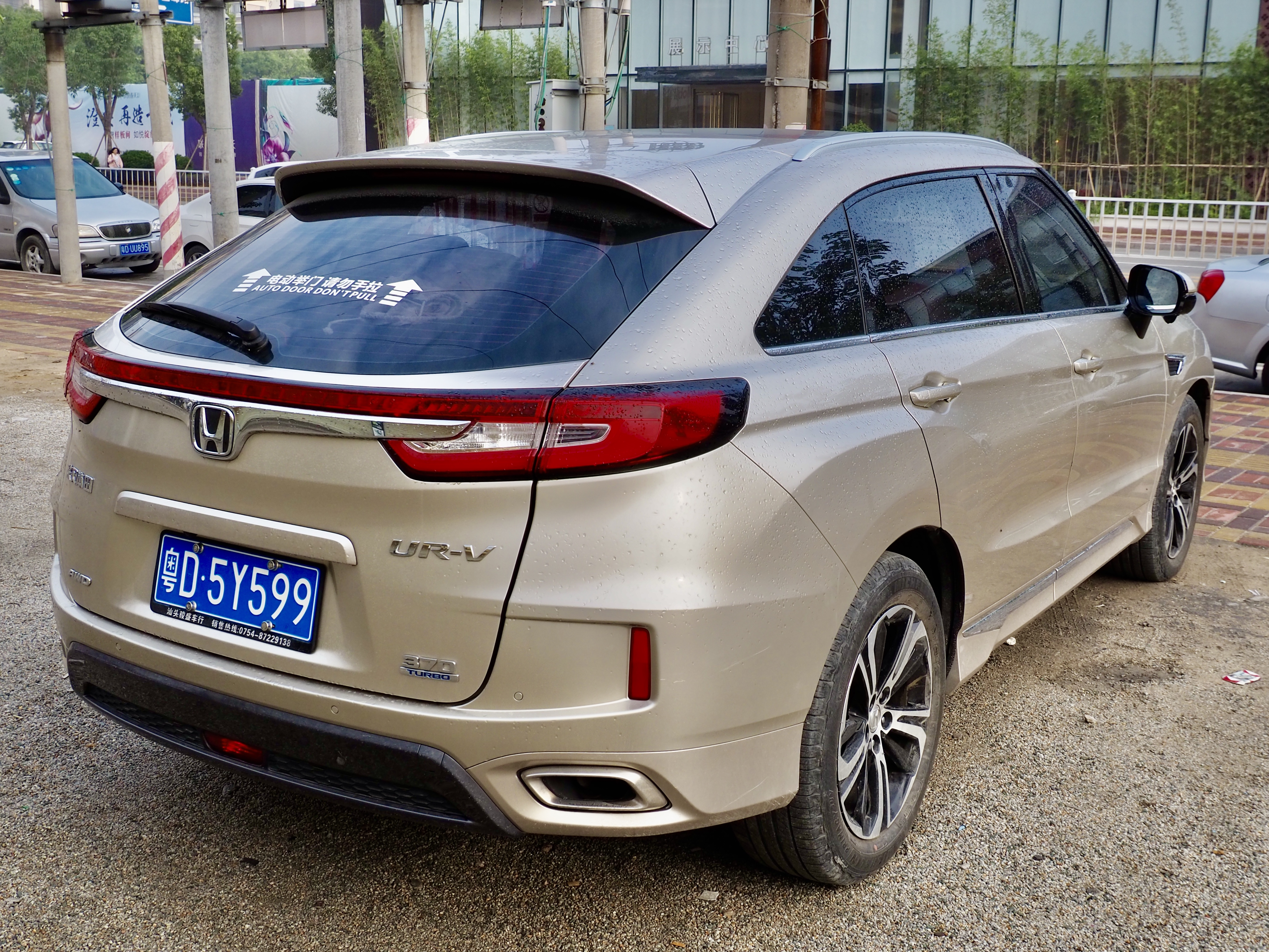
Вид сзади
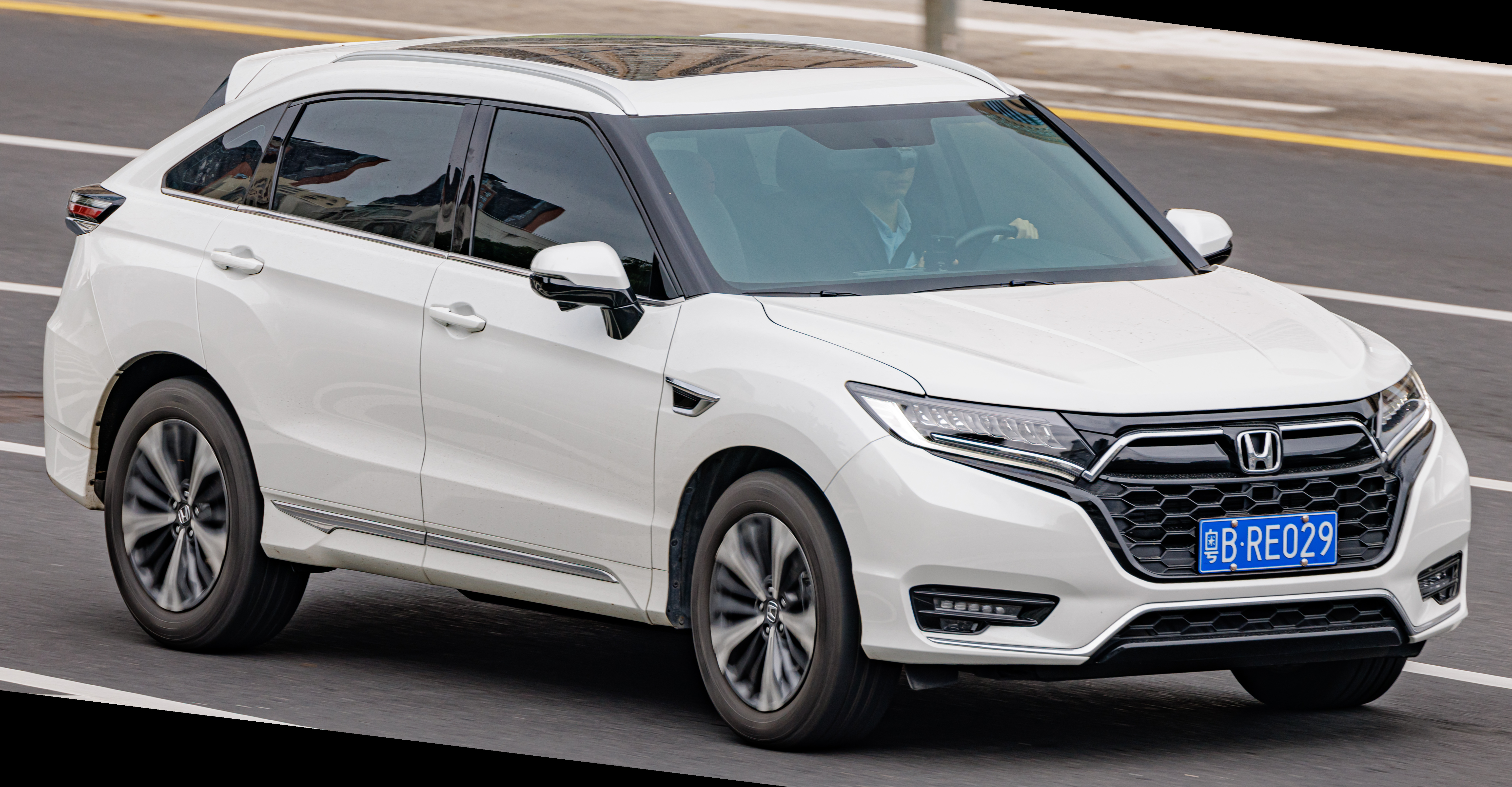
Фейслифтинг передней части (2020)
Фейслифтинг задней части (2020)
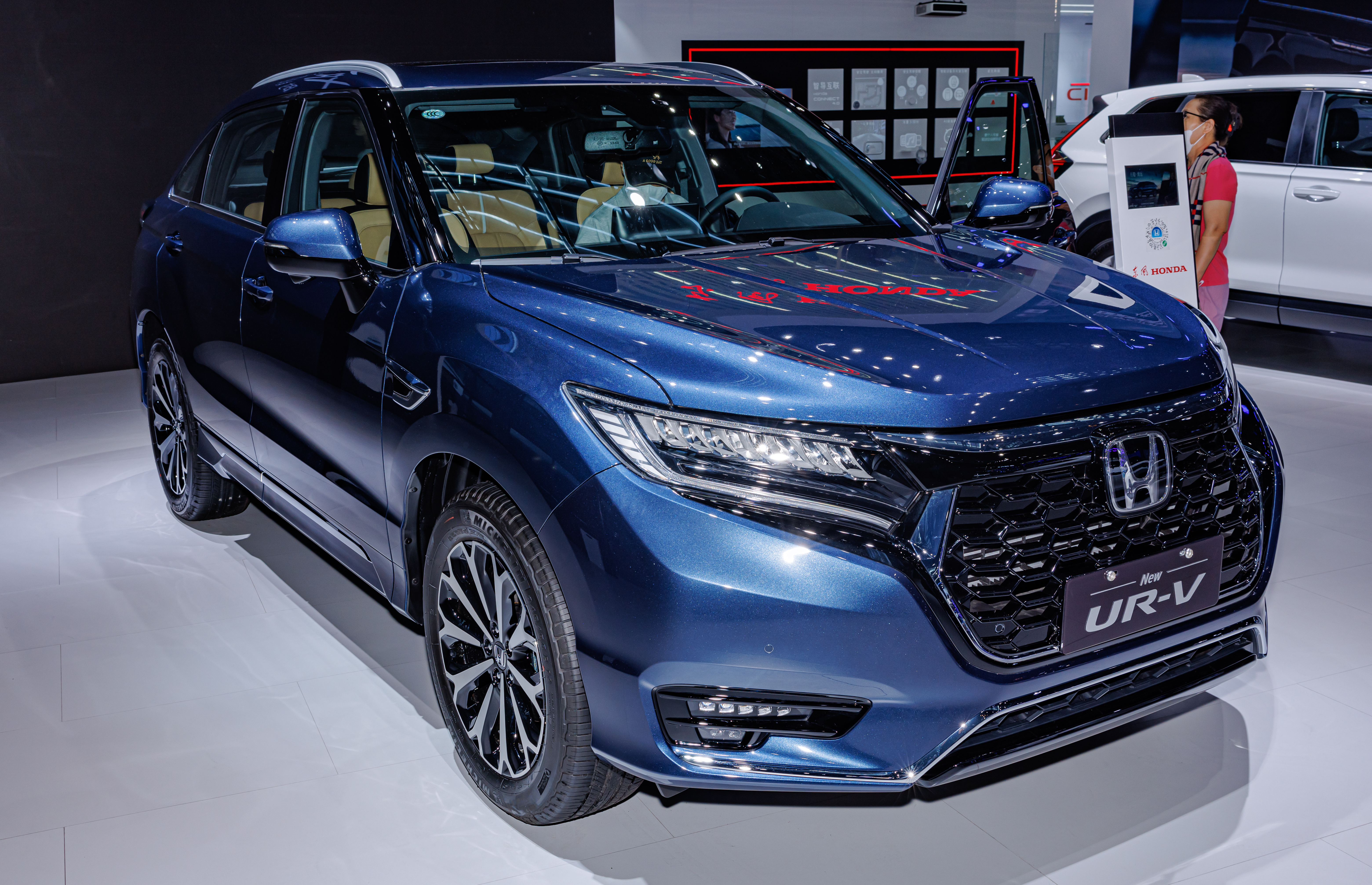
2023 Honda UR-V
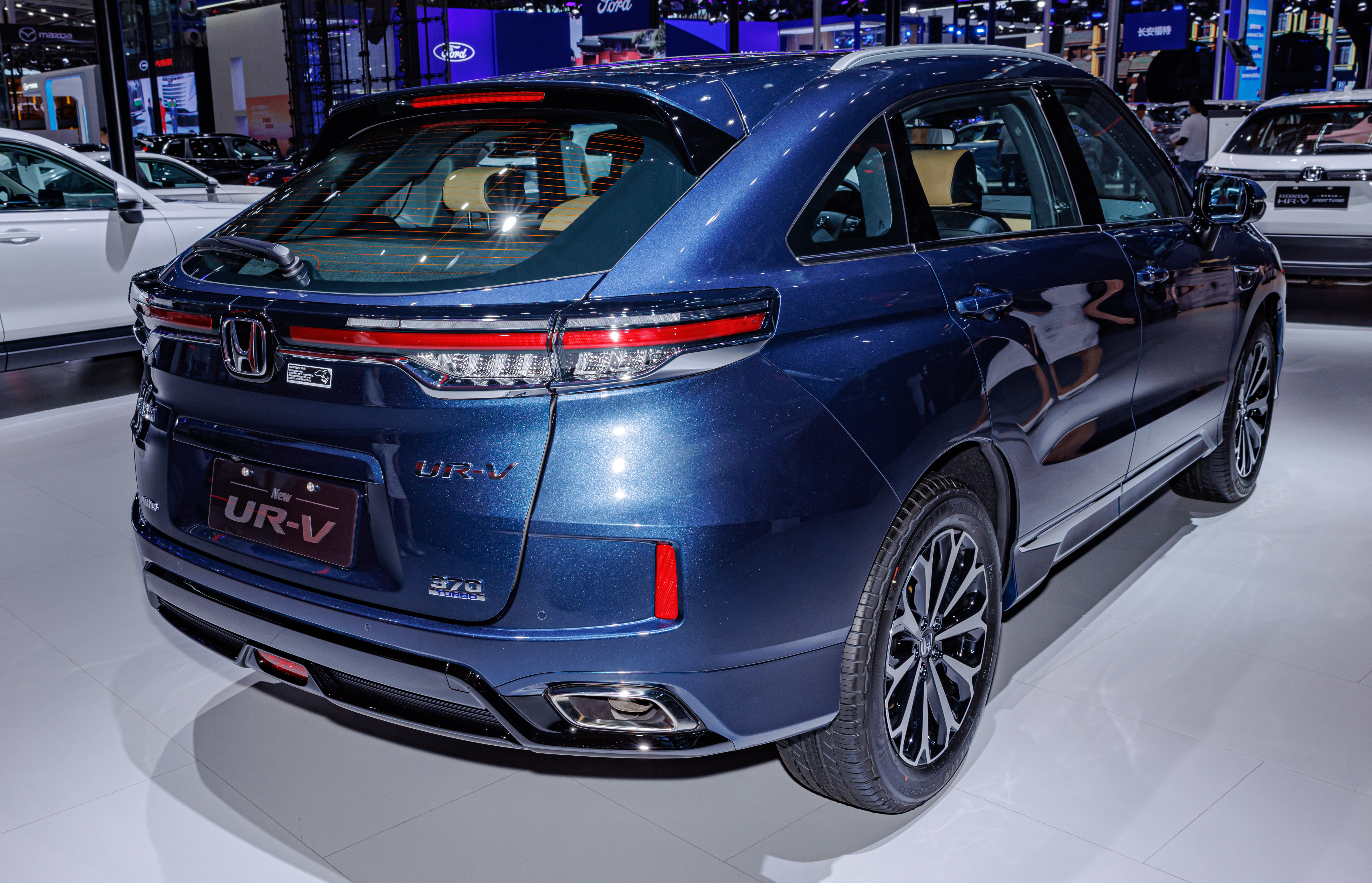
2023 Honda UR-V
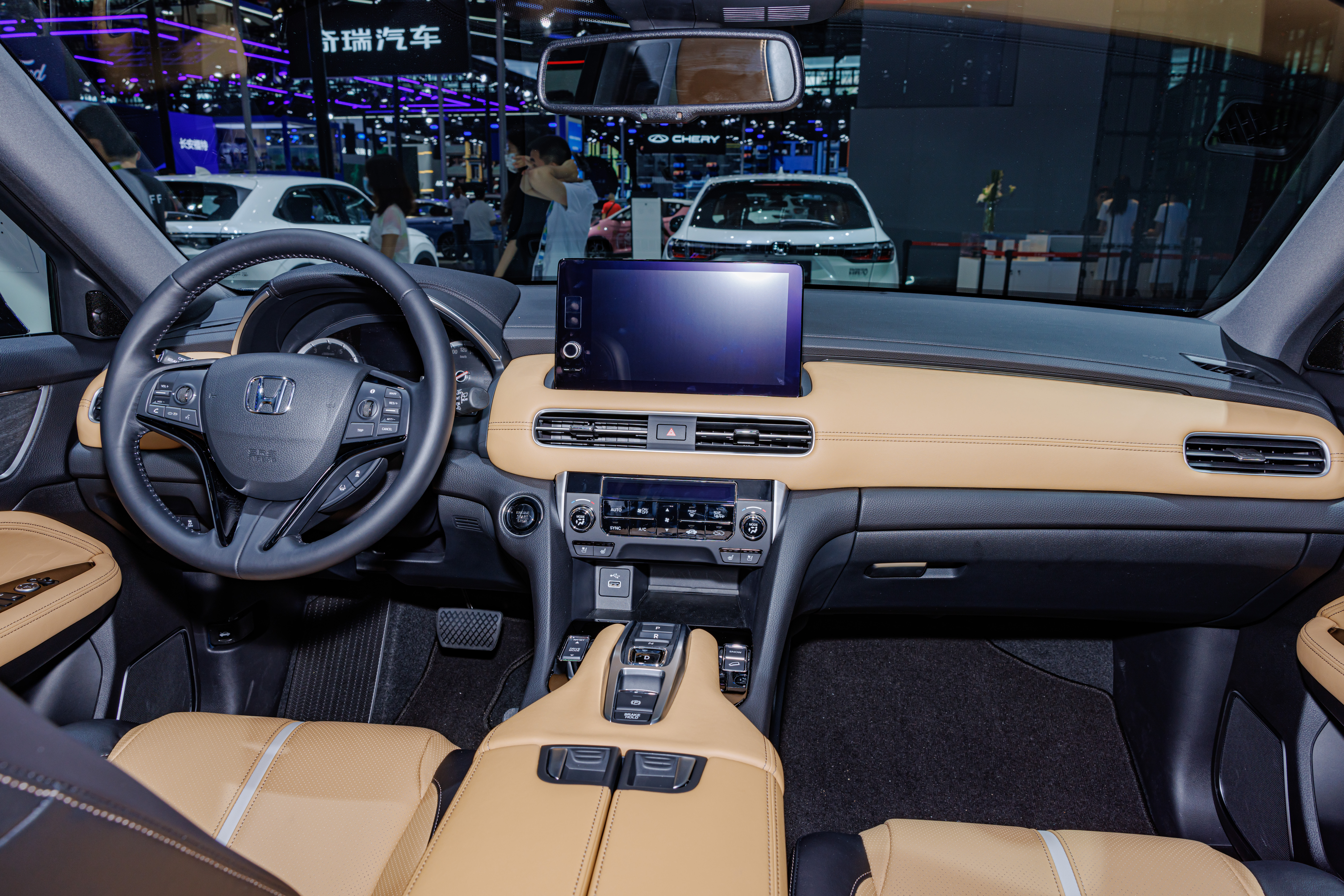
Интерьер